# Keit Pentus-Rosimannus
Keit Pentus-Rosimannus (sinh ngày 3 tháng 3 năm 1976) là chính khách người Estonia. Trước đây, bà từng giữ chức vụ làm Bộ trưởng Tài chính Estonia, Bộ trưởng Ngoại giao Estonia và Bộ trưởng Môi trường Estonia. Hiện tại, bà là thành viên của Tòa án Kiểm toán châu Âu kể từ ngày 1 tháng 1 năm 2023.